# 雷亚纳德尔罗亚莱
雷亚纳德尔罗亚莱（義大利語：Reana del Rojale），是意大利乌迪内省的一个市镇。总面积20.18平方公里，人口5060人，人口密度250.7人/平方公里（2009年）。ISTAT代码为030090。